# Отт, Иван Иванович
Отт Ионафан — Джонатан (Иван Иванович) (21 сентября (2 октября) 1761, Страсбург, Франция — 14 (26) декабря 1839, с. Плохино, Жиздринский у., Калужская губ.) — советник королевско-польской службы, австро-французский купец, надворный советник, калужский помещик. Родоначальник русского дворянского рода Отт.

## Биография
«Болярин» Ионафан (Ионатан, Джонатан) Отт (Jonathan Ott), советник королевско-польской службы, впоследствии надворный советник, в русских источниках именуемый Иоанн — Жанн, или Иван Иванович Отт, происходил из французских подданных, лютеранско-евангелического исповедания. Сын пастора Johanna Michaelа и Elis Eberlin. Родился в Страсбурге. Службу начал офицером в армиях стран Европы и в конце XVIII в. оказался при дворе последнего польского короля Станислава Августа Понятовского. 
В первой половине 1780-х годов приехал в Санкт-Петербург. В 1785—1792 годах служил в банковской конторе и торговом доме придворного банкира, барона Сутерланда (Сазерленда) Ричарда (Richard Sutherland, 1739—1791), посредника русского правительства при заключении заграничных займов и сделок, торговавшего в Европе русским железом и парусиной, и пользовавшегося покровительством светлейшего князя Г. А. Потёмкина — Таврического. Был близко знаком со страсбургским уроженцем, педагогом Фёдором-Генрихом Лёхнером, с 1770 по 1785 — преподавателя Сухопутного шляхетного кадетского корпуса, а впоследствии домашнего учителя в семье видного промышленника и горнозаводчика Ивана Петровича Осокина. Не позднее 1789 года в С.-Петербурге женился. После кончины Сазерленда (1791), по слухам, покончившего жизнь самоубийством, и банкротства его банковской конторы (1794), значился как французский купец (1792), а по Городскому реестру 1795 года был записан как австрийский купец, который «промысла никакого не имел». В ноябре того же — 1795 года, стал совладельцем мебельной мануфактуры, открытой при доме своей семьи (набережная реки Фонтанки, д. 164), близ Калинкина моста, под фирмой «Отт & Гамбс» (1794—1799), совместно с немецким купцом и механиком Генрихом Даниэлем Гамбсом, с 1790 работавшего в С.-Петербурге. 
Согласно дела о дворянстве, в то же время состоял на службе советником при дворе С. А. Понятовского, нашедшего убежище в России после трёх разделов Польши (1772;1793;1795) между Пруссией, Австрией и Россией. В феврале 1799 принят на службу в С.-Петербургский почтамт, и с 15 марта 1799 из бывших советников королевско-польской службы пожалован в чин надворного советника. По предложению бывшего генерал-прокурора, в июле того же — 1799 года, отставлен от должности и внесён в «Список чинов не у дел, состоящих по Герольдии». Числился на службе при Герольдии надворным советником «для определения к делам» с 1799 по 1819 год. 
7 декабря 1806 года принёс присягу на российское подданство. С 1793 по 1807 год состоял членом привилегированного С.-Петербургского английского собрания. По прошению на имя императора Александра I, в 1816 пожалован ему диплом на потомственное дворянство и родовой герб. В том же — 1816, купил крупное имение в Калужской губернии. В том же — 1816, служил управляющим банкирским домом придворного банкира Эстьена де Ливио и братьев, что находился на ул. Миллионной (Дом Д. П. Салтыковой (№ 15)), и с 1 января 1817 оставил ту службу: «Банкиры, братья Ливио, сим извещают всех, кому о том ведать надлежит, что надворный советник Иван Иванович Отт, по собственному желанию своему, не занимается более делами, касающимися до их дома, и для того с 1-го января 1817 г., данные от них оному господину Отту доверенности, на получение денег из разных казённых мест и от частных лиц, уничтожают». В июле того же — 1816 года, вместе с дочерью Софией, и сыном Фёдором, кавалером и отставным майором Корпуса инженеров путей сообщения, показан отъезжающим за границу из своего дома по наб. р. Фонтанки, близ Калинкина моста, который отдавался в аренду на несколько лет. 
После смерти в 1818 году первой супруги, по прошению, «за болезнью», с 21 апреля 1819 года, в том же чине, вышел в отставку и уехал в село Плохино Жиздринского уезда Калужской губернии, купленное им от дипломата, действительного статского советника Павла Гавриловича Дивова, которая стала родовым гнездом рода Отт и в котором Ионафан был похоронен с несколькими членами семьи.